# Baboloki Thebe
Baboloki Tirelo Thebe (født 18. marts 1997) er en botswansk atlet, der konkurrerer i sprint.
Han blev afrikansk mester i 400 og 4x400 meter ved de afrikanske atletikmesterskaber i 2016.
Han vandt bronze for Botswana i 4×400 meter ved sommer-OL 2020 i Tokyo.